# Robert J. Bentley
Robert Julian Bentley (Columbiana, 3 febbraio 1943) è un politico statunitense, governatore repubblicano dell'Alabama dal 2011 al 2017.

## Biografia
Bentley nasce a Columbiana, nell'Alabama. Nel 1961 diventa membro di una squadra sportiva alla Shelby County High School e diventa anche presidente del corpo studentesco al suo ultimo anno di liceo. Dopo aver conseguito la laurea col massimo dei voti, Bentley si iscrive all'Università di Tuscaloosa, dove si laurea in seguito in chimica e biologia.
Il suo scopo principale era quello di esercitare la professione di medico e inizia gli studi presso la University of Alabama School of Medicine, dove incontra e conosce una sua compagna di nome Martha Dianne Jones, che sposerà nel 1965 e con la quale resterà legato fino al 2015, anno in cui divorziano.
Nel 1969 si unisce all'United States Air Force come capitano, servendo anche come ufficiale medico generale alla Pope Air Force Base a Fayetteville, nella Carolina del Nord.
Alle elezioni governative dell'Alabama del 2010 ottiene il 58% dei voti, venendo eletto governatore dello Stato. Viene riconfermato nel 2014.
Bentley si dimette da governatore il 10 aprile 2017, con effetto immediato, dopo aver ammesso di aver usato risorse dello Stato per facilitare e nascondere una relazione extraconiugale con una ex dipendente del suo staff.
Dopo le dimissioni Bentley ha ripreso la sua professione di medico dermatologo.